# Tantalesquinita-(Y)
La tantalesquinita-(Y) és un mineral de la classe dels òxids que pertany al grup de l'esquinita. Va ser anomenada en al·lusió al fet que és el terme extrem de la sèrie de solució sòlida amb l'esquinita-(Y).

## Característiques
La tantalesquinita-(Y) és un òxid aprovat com a espècie vàlida per l'Associació Mineralògica Internacional. La seva fórmula química va ser redefinida l'any 2025, passant a ser: Y(TiTa)O₆. Cristal·litza en el sistema ortoròmbic. La seva duresa a l'escala de Mohs és d'entre 5,5 i 6.
Segons la classificació de Nickel-Strunz, la tantalesquinita-(Y) pertany a «04.DF: Òxids amb proporció metall:oxigen = 1:2 i similars, amb cations grans (+- mida mitja); dímers i trímers que comparteixen costats d'octàedres» juntament amb els següents minerals: esquinita-(Ce), esquinita-(Nd), esquinita-(Y), nioboesquinita-(Ce), nioboesquinita-(Nd), nioboesquinita-(Y), rynersonita, vigezzita, changbaiïta i murataïta-(Y).

## Jaciments
La tantalesquinita-(Y) va ser descoberta a la pegmatita Raposa, a São José do Sabugi (Paraíba, Brasil). També ha estat descrita a Paszowice, a Jawor (Baixa Silèsia, Polònia) i a la mina Shizhuyuan, a Chenzhou (Hunan, Xina).